# Médard Chouart des Groseilliers
Médard Chouart des Groseilliers (Charly-sur-Marne, bautizado el 31 de julio de 1618 – Trois-Rivières, Nueva Francia, 1696) fue un explorador, coureur des bois (corredor de los bosques) y comerciante de pieles francés en la Nueva Francia], ahora Canadá. Fue, junto con Pierre-Esprit Radisson, uno de los inspiradores de la fundación de la Hudson's Bay Company.

## En Nueva Francia
Hijo de Médard Chouart y de Marie Poirier, se crio en la granja conocida como «Les Groseilliers» en Bassevelle, a orillas del río Marne. Al llegar a Nueva Francia en 1641, el joven Médard fue primero asistente laico en la misión jesuita de Sainte-Marie-en-la-tierra-de-los-Hrons. Exploró la región del lago Hurón durante diez años con misioneros jesuitas y frecuentó y se familiarizó con los hurones. Luego se instaló en Trois-Rivières donde se convirtió en coureur des bois. En 1647 se casó con Hélène Martin, hija de Abraham Martin y viuda de Claude Étienne. De esta primera unión tendrá 2 hijos antes de enviudar. Sólo uno de estos niños, Médard, llegará a la edad adulta. En 1653 se casó por segunda vez con Marguerite Hayet, viuda de Jean Véron de Grandmesnil. Tendrán cuatro hijos, Jean-Baptiste, Marie-Anne, Marguerite y Marie-Antoinette.

## Explorador
Entre 1654 y 1656 exploró el norte del lago Ontario y fue uno de los primeros europeos en llegar al lago Superior a través de los estrechos de Mackinac. Los nativos le hablaron entonces de vastas regiones para el comercio de pieles no explotadas al norte y al oeste del lago, cerca de la bahía de Hudson.

## Expediciones con Radisson
En 1659, con el también también coureur de bois Pierre-Esprit Radisson (con cuya medio hermana, Marguerite Hayet, se había casado), exploró la región del lago Superior. A su regreso en 1660, llevaban un cargamento de miles de pieles en más de cien canoas. Como no tenían permiso para el comercio de pieles, el gobernador de Nueva Francia, Pierre de Voyer d'Argenson, confiscó su botín y les impuso una multa. Los administradores coloniales se oponían en ese momento a la actividad independiente de los coureurs de bois.
Luego, Des Groseilliers viajó a Francia para intentar obtener justicia e interesar a las autoridades francesas en el desarrollo del comercio de pieles en el noroeste. Habiendo fracasado, se fue con Radisson a Boston para interesar a las autoridades de Nueva Inglaterra en sus expediciones. Nuevamente fue un fracaso, pero se encontraron con el coronel inglés George Cartwright, quien los llevó a Inglaterra en agosto de 1665 y los presentó en la corte del rey Carlos II.
En junio de 1668, finalmente zarparon de Inglaterra, al frente de dos barcos mercantes fletados por el príncipe Rupert, el Eaglet y el Nonsuch, con destino a la bahía de Hudson desde el norte. Esta nueva ruta, más corta, eliminaba la necesidad de pasar por el río San Lorenzo, controlado por los franceses. Sólo el Nonsuch llegó a su destino, con Des Groseilliers a bordo, porque el Eaglet, averiado por una tormenta, tuvo que regresar a Inglaterra con  Radisson. Des Groseilliers regresó a Inglaterra al año siguiente con un cargamento de pieles. El éxito de esta misión llevó a la creación de la Compañía de la Bahía de Hudson en 1670, que contrató a Radisson y a Des Groseillers.
Durante un viaje a Londres en 1674, los dos exploradores, descontentos con el trato recibido por la empresa, se dejaron convencer por el jesuita Charles Albanel de volver a trabajar para Francia. Sin embargo, fueron recibidos con frialdad por el gobernador Frontenac y Radisson pronto regresó a Francia. En 1682 participaron en el inicio de la reconquista de la bahía de Hudson por Francia.
Des Groseilliers y Radisson fueron considerados traidores por los franceses. Pero, a diferencia de Radisson, a Des Groseilliers se le autorizó a regresar a Nueva Francia. Ayudó a los franceses en sus expediciones militares contra sus antiguos aliados ingleses, que resultaron en la destrucción de varios de sus puestos comerciales a lo largo de la bahía de Hudson. Luego volvió a instalarse en Trois-Rivières donde murió en 1696.
- Representaciones artísticas de Des Groseilliers y Radisson

"Representaciones
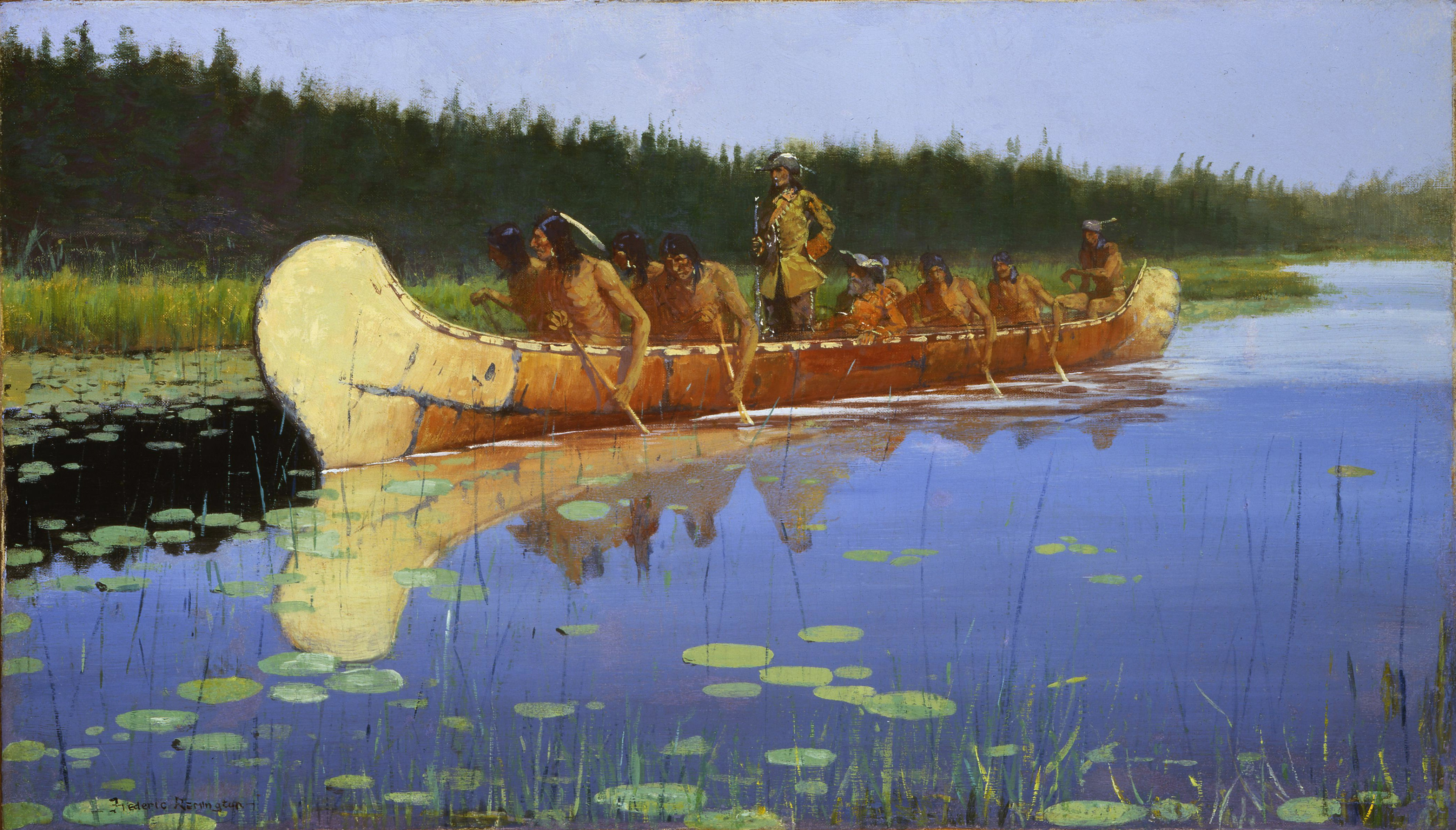
Obra de Frederic Remington (1905) publicada en Collier's Magazine en 1906. De pie, Radisson como líder de la expedición a los Grandes Lagos de 1659-1660 ; Des Groseilliers está sentado a su lado.
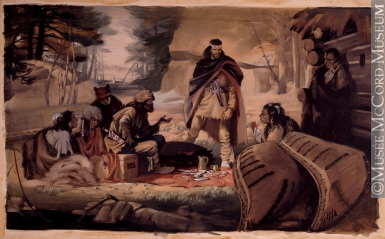
Radisson y des Groseilliers negociando con los amerindios en un puesto comercial de pieles
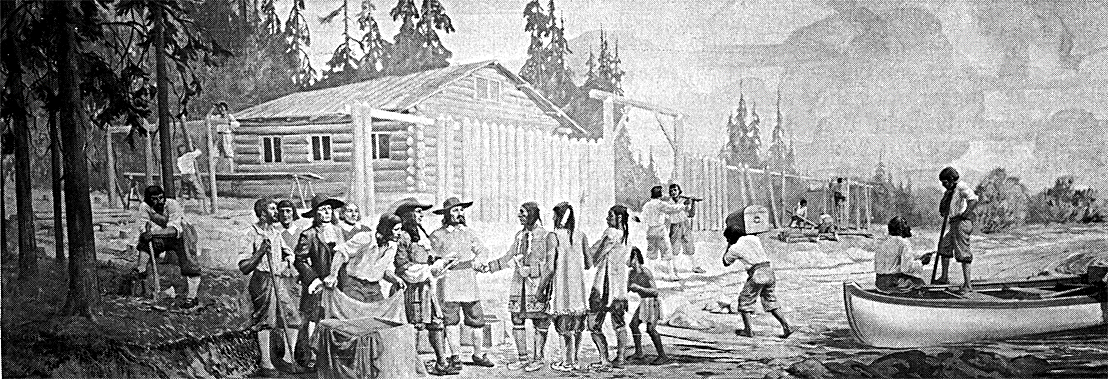
Des Groseilliers y Radisson

## Reconocimientos

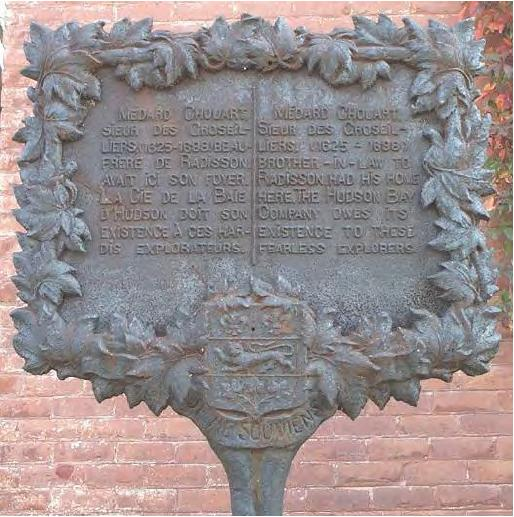
Placa conmemorativa a Médard Chouart, sieur Des Groseillers en Trois-Rivières

Un rompehielos de la Guardia Costera de Canadá, el NGCC Des Groseilliers, lleva su nombre.